# 蒙特尼勒
蒙特尼勒（法語：Montenils，法語發音：[mɔ̃tnil] ⓘ）是法国塞纳-马恩省的一个市镇，属于普罗万区。

## 地理
蒙特尼勒（48°50'33"N, 3°28'39"E）面积5.3 平方千米，位于法国法蘭西島大區塞纳-马恩省，该省份为法国北部内陆省份，北起瓦兹省，西接埃松省、马恩河谷省、塞纳-圣但尼省和瓦兹河谷省，南至卢瓦雷省，东南接约讷省，东临马恩省和奥布省，东北接埃纳省。
与蒙特尼勒接壤的市镇（或旧市镇、城区）包括：里约、特雷福勒、勒韦济耶、蒙托利韦、布里地区迪斯和莫兰。

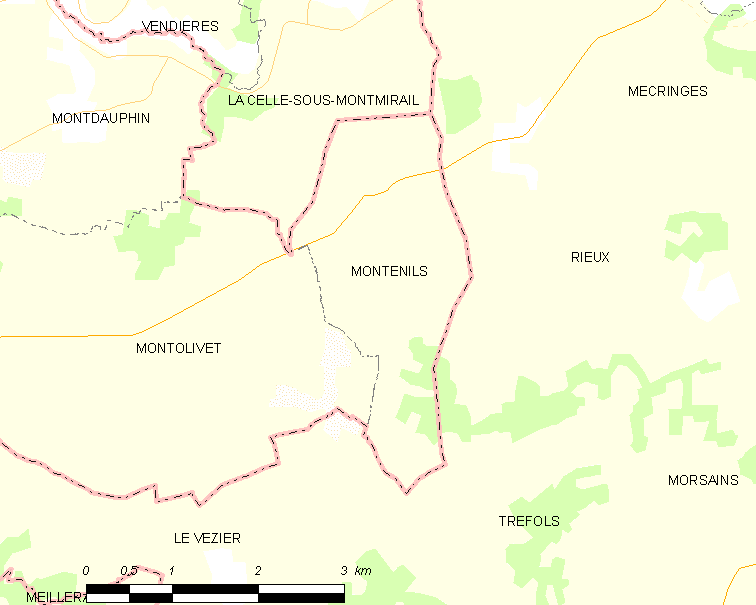
蒙特尼勒的OSM定位图

蒙特尼勒的时区为UTC+01:00、UTC+02:00（夏令时）。

## 行政
蒙特尼勒的邮政编码为77320，INSEE市镇编码为77304。

## 政治
蒙特尼勒所属的省级选区为库洛米耶县。

## 人口

1962-2008年间蒙特尼勒人口变化图示

蒙特尼勒于2022年1月1日时的人口数量为30人。